# (500095) 2012 BT20
(500095) 2012 BT20 es un asteroide perteneciente al cinturón de asteroides, descubierto el 28 de noviembre de 2011 por el equipo del Mount Lemmon Survey desde el Observatorio del Monte Lemmon, Arizona, Estados Unidos.

## Designación y nombre
Designado provisionalmente como 2012 BT20.

## Características orbitales
2012 BT20 está situado a una distancia media del Sol de 2,264 ua, pudiendo alejarse hasta 2,610 ua y acercarse hasta 1,918 ua. Su excentricidad es 0,152 y la inclinación orbital 5,557 grados. Emplea 1244,42 días en completar una órbita alrededor del Sol.

## Características físicas
La magnitud absoluta de 2012 BT20 es 17,7.